# Eunidia nigricans
Eunidia nigricans là một loài bọ cánh cứng trong họ Cerambycidae.